# Генерал Ковачев (спирка)
Генерал Ковачев (до 1945 г. Генералъ Ковачевъ) е железопътна спирка по теснопътната железопътна линия Септември – Добринище на km 104+034. Наименувана е на името на генерал Стилиян Ковачев, командир на Родопския отряд по време на Балканската война.
Разположена е в Разложката котловина между гара Белица и спирка Гулийна баня. Спирката е открита на 3 март 1943 г. с въвеждането в редовна експлоатация на железопътната отсечка Белица – Банско. По време на строителството от декември 1937 г. до откриването, в работните документи се отбелязва като спирка Изток на името на протичащата в близост река Изток, десен приток на река Места. Обслужва населението на село Елешница, а в миналото е използвана за транспортиране на уранова руда от мината край селото.
В близост до спирката преминава републикански път II-84.